# جان ابوت (کالج)
کالج جان ابوت، کالجی انگلیسی زبان، واقع در بولوار سنت آن (به فرانسوی: Sainte-Anne-de-Bellevue) در استان کبک کشور کانادا است. این کالج در غرب جزیرهٔ مونترال واقع شده و یکی از ۸ کالج انگلیسی زبان استان کبک است.

## پیشینه

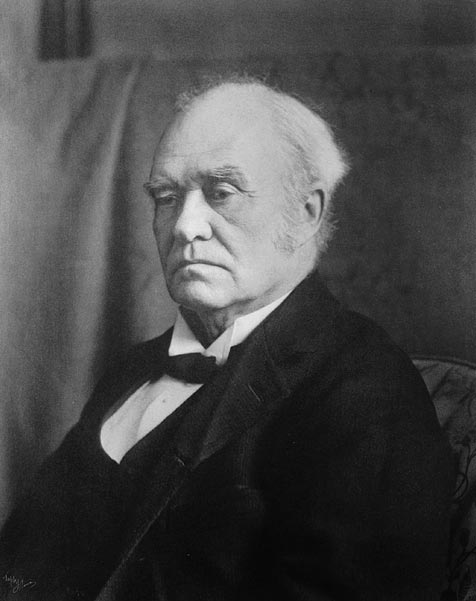
سِر جان ابوت

این کالج در سال ۱۹۷۰ تأیید شده و یک سال بعد گشایش یافت. کالج جان ابوت و کالج مک‌دونالدز که یکی از دانشکده‌های دانشگاه مک گیل است، محوطه‌ای به وسعت ۱۶۰۰ هکتار را با یکدیگر تقسیم می‌کنند. این کالج به افتخار سِر جان ابوت (به انگلیسی: Sir John Abbott)، جان ابوت نامیده شد. سِر جان ابوت سومین نخست‌وزیر کانادا و شهردار سابق مونترال بود. وی شهرتش را مدیونِ رسوایی پسفیک (به انگلیسی: Pacific Scandal) است که فساد سیاسی ایجاد شده در آن منجر به سقوط دولت جان ای مک‌دونالد در سال ۱۸۷۳ شد.

## محوطهٔ دانشگاه
این کالج در بولوار سنت آن، در ساختمان‌هایی نوسازی شده قرار دارد. این کالج مدت‌ها به عنوان نمادی برای بخش غربی جزیرهٔ منترآل (به انگلیسی: West Island) به‌شمار می‌آمده.